# طول گره صعودی

طول گره صعودی با نماد Ω نشان داده شده‌است.

طول گره صعودی با نماد Ω توسط موقعیت زاویه‌ای خود شرح داده می‌شود و از یک نقطهٔ مرجع بر روی صفحهٔ دائرةالبروج اندازه‌گیری می‌شود. گره صعودی به همراه گره نزولی یکی از دو گره مداری هر سامانه مداری است.